# غونترامسدورف
غونترامسدورف (بالألمانية: Guntramsdorf) هي بلدة في منطقة مودلينج في ولاية النمسا السفلى.